# Paradromulia purpurea
Paradromulia purpurea là một loài bướm đêm trong họ Geometridae.